# Combat (Computerspiel)
Combat (engl.: für Gefecht) ist ein Videospiel, das 1977 für die Spielkonsole Atari 2600 auf den Markt kam. In vielen Ländern wurde es von 1977 bis 1982 auch mit der Spielkonsole gebündelt.

## Spielbeschreibung
Das Steckmodul enthält eine Sammlung von Spielen, in denen sich zwei Spieler in verschiedenen Szenerien mit Panzern oder Kampfflugzeugen duellieren. Der Spielaufbau und die audiovisuelle Präsentation orientieren sich an Ataris Spielautomaten Tank und JetFighter. Es sind insgesamt 27 Variationen der Basisspiele Tank, Tank-Pong, Invisible Tank, Invisible Tank-Pong, Biplane und Jet möglich. So kann beispielsweise in den Panzerspielen das Aussehen von Hindernissen oder die Reichweite und Lenkbarkeit von Geschossen in den Luftkampfsimulationen eingestellt werden. Gewonnen hat das Spiel, wer den Gegner innerhalb einer vom Spiel vorgegebenen Zeitdauer am häufigsten getroffen hat.

## Entstehung
Das Spiel trug die Atari-interne Entwicklungsnummer 1 und ist damit offiziell das erste Spiel für das Atari 2600. Es sollte durch den hohen Bekanntheitsgrad der ideengebenden Arcade-Automaten Tank und Jet Fighter die erfolgreiche Vermarktung der neu erschienenen Videospielkonsole Atari 2600 unterstützen.